# Benedikt Bauer
Benedikt Bauer (* 17. August 2003 in Vilsbiburg) ist ein deutscher Fußballspieler.

## Karriere

### Verein
Im Alter von 3 Jahren begann Bauer bei Rot-Weiß Klettham-Erding mit dem Fußballspielen. 2012 wechselte er zur SpVgg Altenerding, die er nach einem Jahr verließ, um in das NLZ des TSV 1860 München zu wechseln. In der Saison 2017/18 kehrte er noch einmal zur SpVgg Altenerding zurück und wechselte im Sommer 2018 in die Jugendabteilung der SpVgg Unterhaching. Nach insgesamt 25 Spielen in der B-Junioren-Bundesliga und 14 Spielen in der A-Junioren-Bundesliga, bei denen ihm insgesamt vier Tore gelangen, wurde er im Sommer 2021 in den Kader der ersten Mannschaft in der Regionalliga Bayern aufgenommen. Mit seinem Verein wurde er am Ende der Saison 2022/23 Meister und stieg in die 3. Liga auf. Dort kam er auch zu seinem ersten Einsatz im Profibereich, als er am 5. August 2023, dem 1. Spieltag, beim 1:1-Auswärtsunentschieden gegen den SSV Jahn Regensburg in der Startformation stand. Nachdem er an den ersten sechs Spieltagen immer zur Startformation gehörte, bremste ihn danach eine schwere Knieverletzung erst einmal aus.
Im Sommer 2024 wechselte er ablösefrei zum Karlsruher SC. Dort kam er vorwiegend in der zweiten Mannschaft in der Verbandsliga zum Einsatz. Erst am letzten Spieltag der Saison 2024/25 wurde Bauer beim 3:0-Sieg gegen den SC Paderborn kurz vor Schluss für Bambasé Conté eingewechselt und kam so zu seinem Zweitligadebüt. Mit der zweiten Mannschaft des KSC wurde er Meister der Verbandsliga und konnte so den Aufstieg in die Oberliga feiern. Nach Saisonende schloss er sich dem Zweitligaabsteiger SSV Jahn Regensburg an, wobei sich der KSC eine Rückkaufoption sicherte.

### Nationalmannschaft
Bauer bestritt seit September 2023 bis jetzt zwei Spiele für die U20 des DFB.

## Erfolge
- Meister der Regionalliga Bayern und Aufstieg in die 3. Liga: 2023
- Meister der Verbandsliga Baden und Aufstieg in die Oberliga Baden-Württemberg: 2025